# Hieronim Zanchiusz
Hieronim Zanchiusz, właśc. Girolamo Zanchi (ur. 2 lutego 1516 w Alzano Lombardo, zm. 19 listopada 1590 w Heidelbergu) – włoski zakonnik, następnie teolog kalwiński, duchowny i pisarz.

## Życiorys
Pochodził z rodziny szlacheckiej; jego ojciec zmarł w 1528 na dżumę, a matka 3 lata później. W wieku 15 lat wstąpił do zakonu augustianów, gdzie poznał dzieła Arystotelesa, języki klasyczne i teologię. Jego nauczycielem historii Rzymian był Pietro Martire Vermigli, późniejszy reformator religijny, który zapoznał go z doktryną protestantyzmu.
W 1551, wobec rosnącego zagrożenia ze strony włoskiej Inkwizycji, Zanchiusz uciekł do Genewy, gdzie przyjął kalwinizm, a następnie wyjechał do Strasburga, gdzie został wykładowcą w kolegium St. Thomas w 1553. W 1563 wyjechał do Gryzonii, gdzie w mieście Chiavenna został duchownym włoskiego zboru. W 1567 książę Palatynatu Fryderyk III nakłonił go do wyjazdu do Heidelbergu, gdzie Zanchiusz wraz z Zachariaszem Ursynem objął kierownictwo katedry teologii na miejscowym uniwersytecie. W 1568 Zanchiusz otrzymał tam stopień doktora. Po śmierci księcia Fryderyka w 1577 Zanchiusz został duchownym zboru w Neustadt an der Haardt.
Zanchiusz był niezwykle płodnym pisarzem; wśród jego licznych dzieł są m.in. Wyznanie religii chrześcijańskiej (1585) i Uwagi o boskich przymiotach. Jego najbardziej znane dzieło to Doktryna o absolutnej predestynacji, która jest wznawiana aż do dzisiaj.
Epitafium na grobie Zanchiusza brzmi:
"Tu spoczywa Zanchiusz, którego miłość do prawdy zmusiła
by opuścić kraj rodzinny i podążyć do obcego.
Jak dobrym i wielkim był on, jak sława jego lśniła,
Jak świadomym był prawa boskiego i ludzkiego;
Dostateczny dowód tego jego bogata twórczość dała,
I ci, którzy widzieli go żyjącego i uczącego.
Ziemia wciąż się nim raduje, choć jego dusza uleciała:
Jego imię jest nieśmiertelne, mimo ciała martwego."